# Уральская горнозаводская железная дорога
Уральская горнозаводская железная дорога — железная дорога в Российской империи, первая на Урале. Изначально автономная, с 1896 года соединена с основной железнодорожной сетью страны. В настоящее время линии относятся к Свердловской железной дороге РЖД.
Первая линия прошла из Перми через Лёвшино, Чусовой, Бисер, Кушву, Нижний Тагил, Невьянск, Верх-Нейвинск до Екатеринбурга. Построены ветви на Соликамск («Луньевская»), Верхотурье и другие.

## История

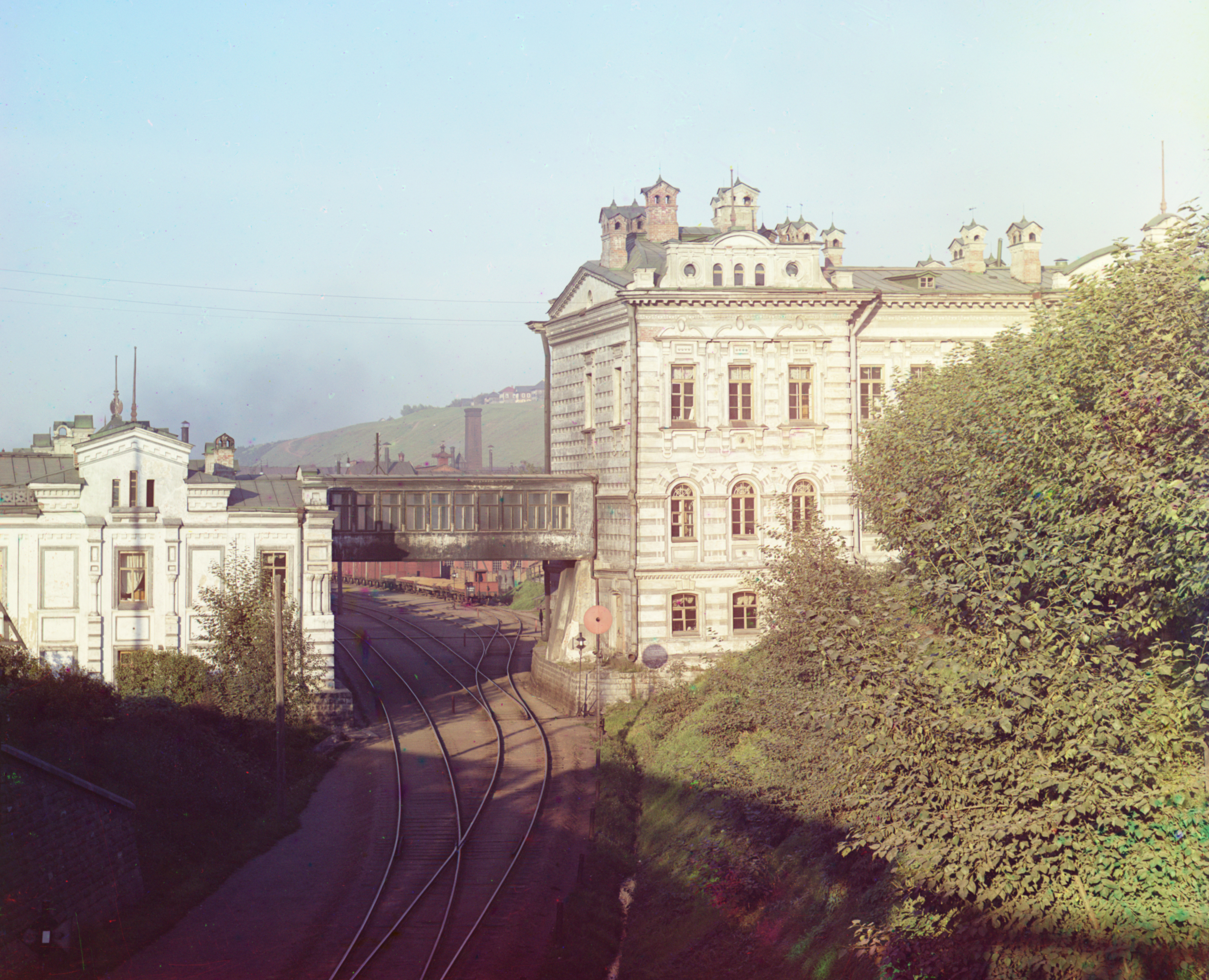
Управление дороги. Фото 1910 г.

Впервые идею строительства на Урале железной дороги высказал и всесторонне обосновал нижнетагильский инженер В. К. Рашет. В 1861 году он опубликовал статью в газете «Пермские губернские новости» (№ 47), а затем более обстоятельно изложил аргументы в ряде других публикаций. Дорога должна была пройти через главные горные округа Среднего Урала: от Перми через Пермский казённый, Кыновский графа Строганова, Гороблагодатский казённый, Тагильский Демидова, Алапаевский наследников Яковлевых, город Ирбит и до Тюмени, соединив при этом Обскую и Волжскую водные системы. В 1869 году было проведено совещание уральских горнозаводчиков для обсуждения проектов железной дороги, которые «всего более удовлетворяют нуждам уральской горной промышленности». Совещание решило, что железная дорога должна быть проведена в направлении от Перми через Лысьвенский, Кыновский и Гороблагодатский округа на Нижнетагильский завод, а от него к югу через Невьянские и Верх-Исетские заводы до Екатеринбурга.
Строительство дороги началось летом 1875 года, а первый рабочий поезд прошёл от Перми до Екатеринбурга 27 февраля (11 марта) 1878 года.

Карта Горнозаводской железной дороги, основной участок Пермь — Нижний Тагил — Екатеринбург

8 августа состоялось открытие участка железной дороги Екатеринбург — Кушва на протяжении 177 верст [~189 км]. Средний участок Чусовая — Кушва на протяжении 172 верст [~183 км], где железная дорога пересекает Урал, ещё не был готов.
24 августа в 4 часа пополудни состоялось открытие первого участка Уральской горнозаводской железной дороги от Перми до станции Чусовой на протяжении 119 верст [~127 км]. Ещё в 12 часов из Перми до станции Ляды был пущен пробный поезд, украшенный зеленью и флагами, с публикою, которой были предложены бесплатные билеты вперед и обратно. Затем на Пермском вокзале началось молебствие с водосвятием в присутствии строителя дороги П. И. Губонина, правительственного инспектора дороги инженера Измайлова 1-го, членов правительственной комиссии с А. А. Ераковым во главе, управляющего Уральской горнозаводской железной дороги Николая Степановича Островского и множества лиц, служивших при сооружении новой дороги. Открытие сопровождалось обычным обедом с речами и тостами.

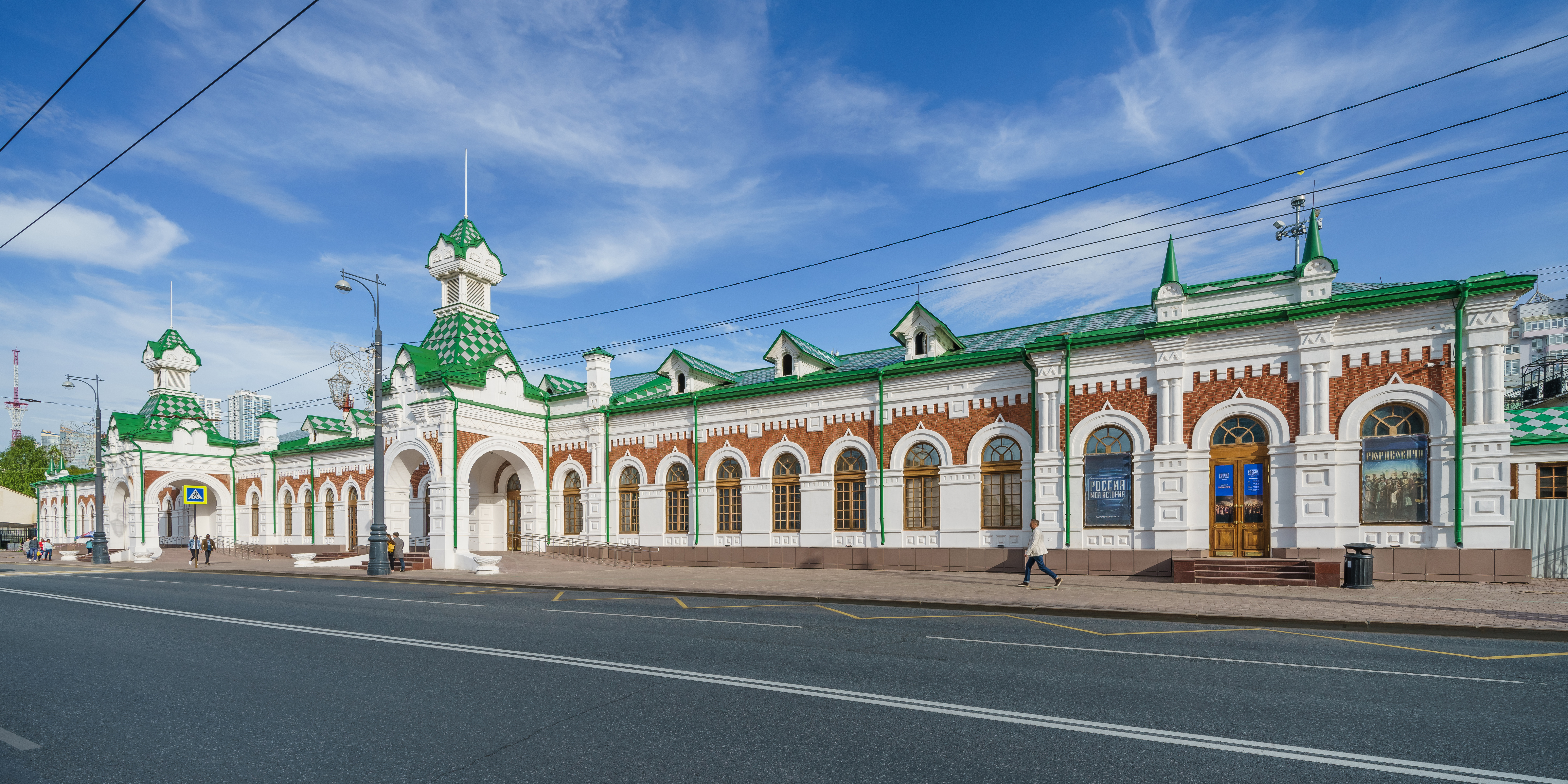
Вокзал станции Пермь I

25 августа по участку железной дороги Пермь — Чусовая началось регулярное пассажирское и товарное движение. 1 октября последовало торжественное открытие всей линии Уральской горнозаводской железной дороги на протяжении от Перми до Екатеринбурга 468 верст [~499 км]. Управляющий дороги — инженер Николай Степанович Островский, начальник службы пути и сооружений инженер А. А. Свентицкий, помощник его — П. С. Брадке, начальник службы движения — военный инженер Иванов, начальник подвижного состава и тяги — Парсонс, главных мастерских — Витвитский, телеграфа — Станкевич, контроля сборов — Тарасов, магазинного отдела — Баранов. Пассажирские поезда из Перми отходили в 10 часов вечера, по одному каждые сутки. В сентябре 1879 года введена в строй Луньевская ветка Чусовская — Березники.

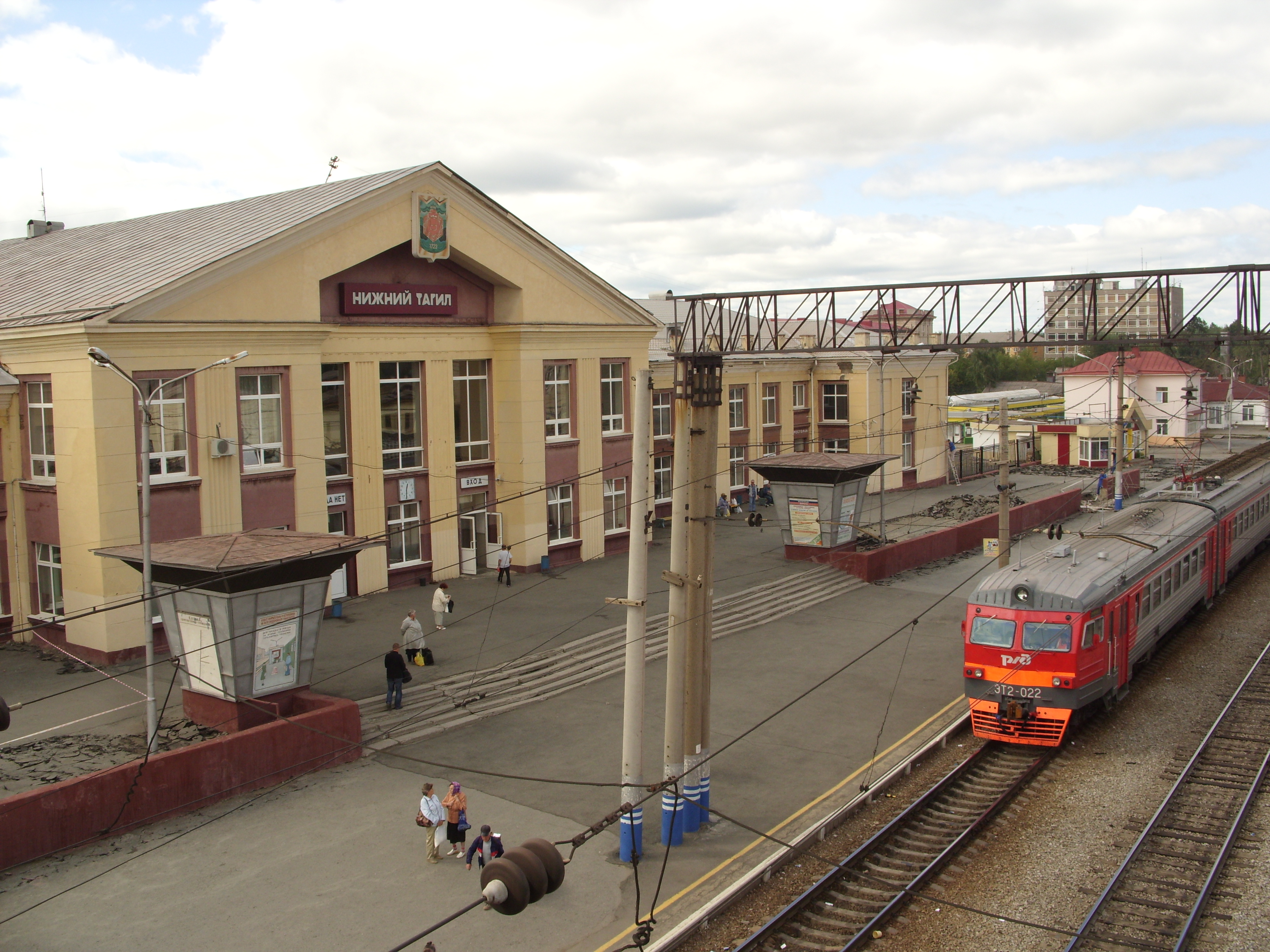
Вокзал станции Нижний Тагил

Строительство на деньги частного консорциума с участием местных промышленников вело «Общество УГЖД» под управлением В. Кокорева и П. И. Губонина. Главный инженер строительства В. Ф. Голубев. Первым управляющим дорогой был назначен талантливый инженер — Николай Степанович Островский.
В сложнейших условиях строительства возведено 646 искусственных сооружений, в том числе 316 мостов и один туннель. Протяженность составила 670 верст (715 километров). Максимальный продольный уклон пути на железной дороге был 15 ‰, наименьший радиус кривых в поворотах — 320 м.

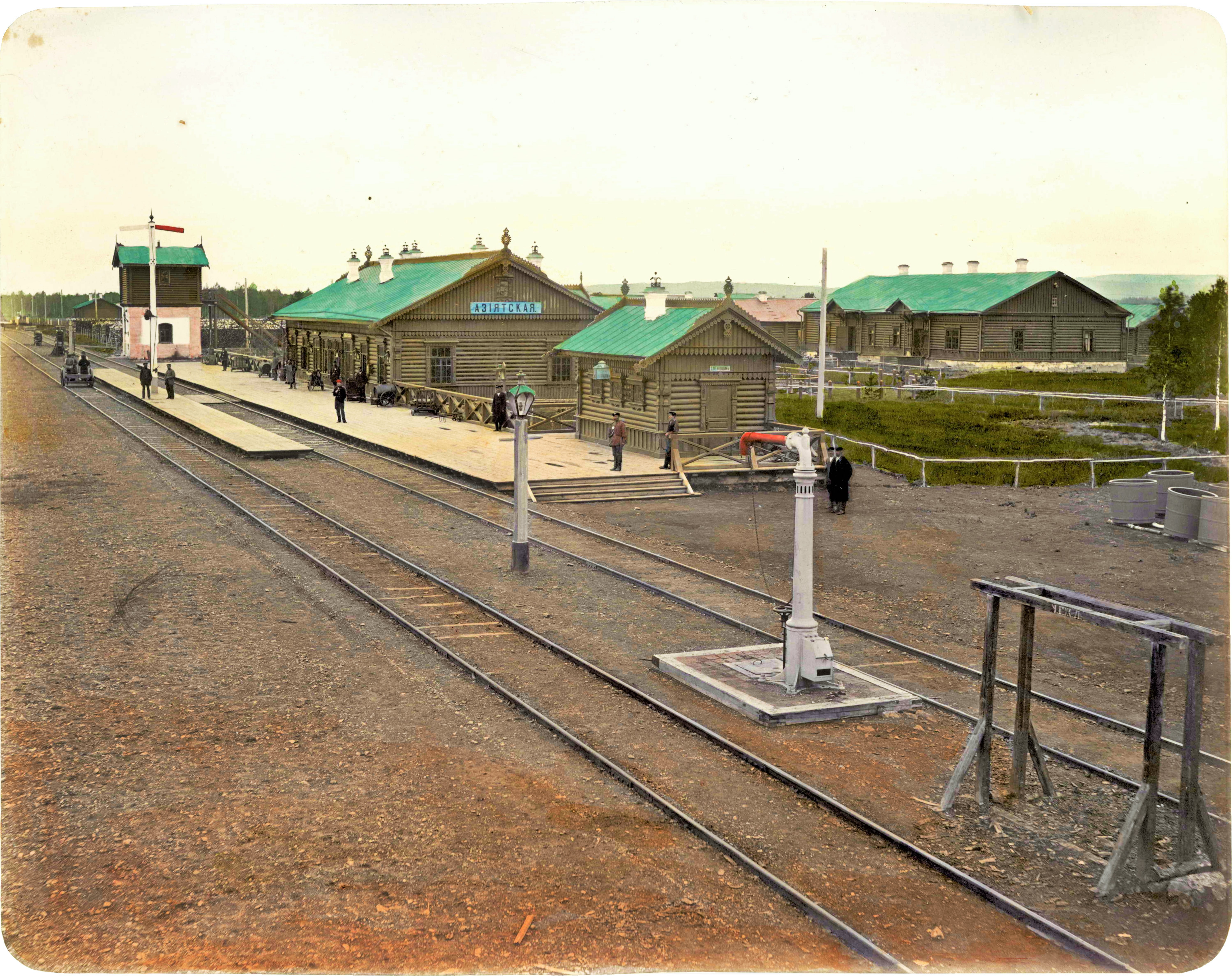
Станция Азиатская

До 1885 (по другим сведениям до 1887) года УГЖД управлялась частными владельцами с ежегодным убытком 3 млн рублей, после чего с 1 июня 1887 года передана в собственность государства с долгом 45 млн рублей.

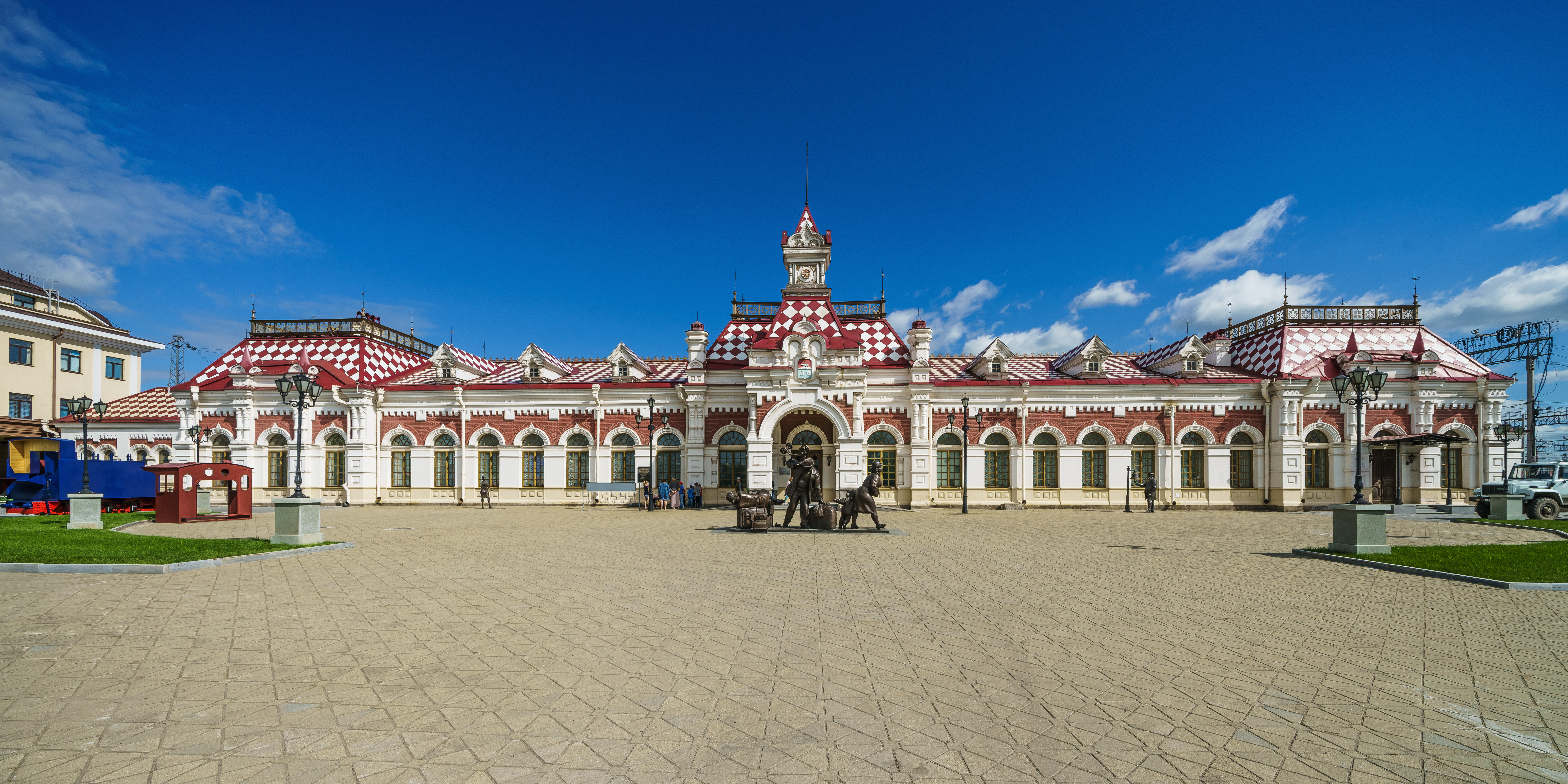
Вокзал станции Екатеринбург (старое здание)

В 1883—1885 годах за счёт государственной казны построена железная дорога от Екатеринбурга до Тюмени (длиною 325 км), присоединенная в 1888 году к Уральской горнозаводской железной дороге, после чего дорога перешла в казну и была переименована в Уральскую железную дорогу.
В 1896 году к дороге присоединена только что построенная за казённый счёт ветвь Екатеринбург — Кыштым — Челябинск, соединившая автономную Уральскую железную дорогу с основной железнодорожной сетью страны (в 1892 г. до Челябинска была достроена Самаро-Златоустовская железная дорога, а в 1896 открыто движение из Челябинска и по Западно-Сибирской железной дороге).
С 1 января 1898 года Уральская железная дорога переименована в Пермь-Тюменскую железную дорогу, а в 1900 году объединена с Пермь-Котласской железной дорогой в единую Пермскую железную дорогу с управлением в городе Пермь.

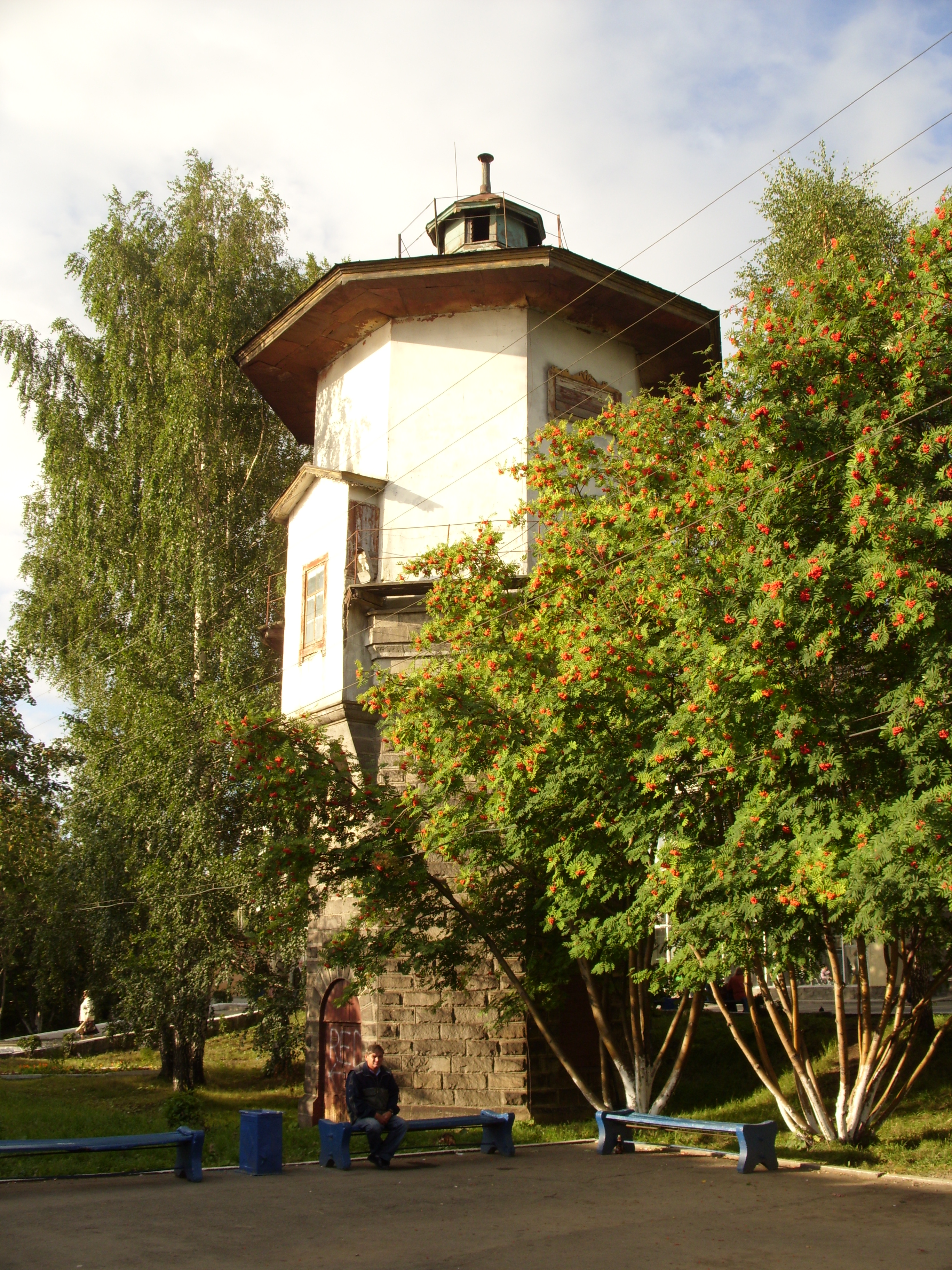
Водонапорная башня на ст. Верх-Нейвинск

С 1904 по 1906 год строится Богословская железная дорога из Кушвы до Карпинска (Богословска). Это, пожалуй, кратчайшая железнодорожная «смычка» между водоразделами Каспия и Оби. Имеется в виду, конечно же, смычка, имеющая судоходный смысл: ст. Чусовская в г. Чусовой (р. Чусовая) — Верхотурье (р. Тура). Если без судоходного смысла — то ближе, конечно же, участок длинной одна станция между ст. Новоталица в городе Первоуральск (р. Талица — правый приток Чусовой) до ст. Вершина (там протекает ручей Студёный — приток речки Решётка, что впадает в Исеть в поселке Палкино г. Екатеринбург.

Богословская железная дорога на современной карте линий РЖД

Позднее была построена дорога из Серова в Приобье.
В 1943—1944 году была построена линия Кизел-Пермь в обход Чусовской, эта линия была нужна чтобы обойти участки с малыми весовыми нормами.
С 1937 года — «Железная дорога имени Л. М. Кагановича», в 1944 году была разделена на Пермскую и Свердловскую железные дороги.

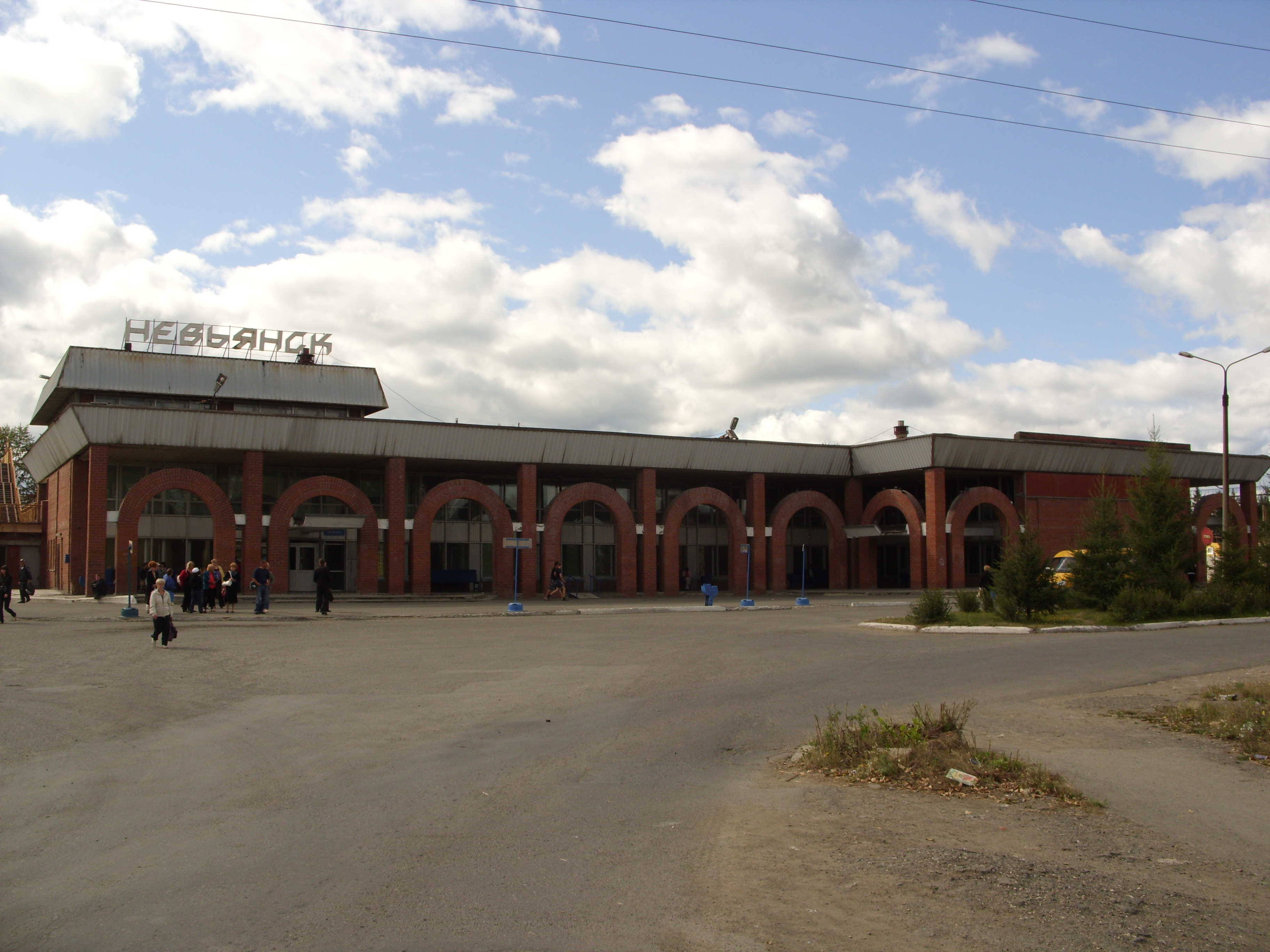
Невьянск. Август 2011 г.

С 1953 года по настоящее время — Свердловская железная дорога (участок Верхний Уфалей — Челябинск находится в составе Южно-Уральской железной дороги, выделен при её создании в 1934 г. из состава тогдашней Пермской железной дороги).

## Линии и станции
Перечень станций приведён на момент объединения с Пермь-Котласской железной дорогой (1900 год).

### Пермь — Екатеринбург
- Пермь I
- Мотовилиха
- Лёвшино
- Ляды
- Сылва
- Валежная
- Комарихинская
- Селянка
- Лысьва, ныне — Калино (в 1914 году название «Лысьва» получила станция при Лысьвенском металлургическом заводе на ветке Калино — Кузино[13])
- Чусовская — узловая станция (Луньевская ветка), депо
- Ермак
- Архиповка
- Всесвятская
- Журавлик
- Пашия
- Белая
- Вижай
- Бисер
- Тёплая Гора
- Усть-Тискос
- Европейская
- Хребет-Уральский
- Азиатская
- Гороблагодатская (Кушва) — узловая станция (Богословская железная дорога)
- Баранчинская
- Лая
- Нижний Тагил
- Шайтанка
- Анатольская
- Невьянск
- Нейво-Рудянская
- Верх-Нейвинск
- Тарасково (с 1878 по 1903 год; с 1904 по 1907 в указателе станции была под названием «Билимбай»; с 1908 года по настоящее время — станция Таватуй[14])
- Исеть
- Екатеринбург I (Старый вокзал)

### Луньевская ветка (Чусовская — Березники)
- Чусовская
- Чёрная
- Баская
- Усьва
- Нагорная
- Губаха
- Половинка
- Кизел
- Александровская
- Всеволодо-Вильва
- Яйва
- Шиши
- Веретье
- Березники

### Екатеринбург — Тюмень
- Екатеринбург I
- Екатеринбург II
- Исток
- Косулино
- Баженово
- Грязновская
- Богданович — узловая станция (Каменская ветка)
- Пышминская
- Камышлов
- Аксариха
- Ощепково
- Поклевская
- Юшала
- Тугулым
- Кармак
- Перевалово
- Тюмень

### Каменская ветка (Богданович — Островская)
- Богданович
- Островская (с 1904 — Синарская)

### Екатеринбург — Челябинск
- Екатеринбург I
- Екатеринбург II
- Уктус
- Мраморская
- Полдневая
- Уфалей
- Маук
- Кыштым
- Аргаяш
- Есаульская
- Челябинск

## Инженерные сооружения
Мосты через реки Яйва, Косьва, Усьва, Чёрная, Сылва, Чусовая, Миасс.
Тоннель на 22-й версте Луньевской ветки (участок Утёс-Грузди).